# Ślepowrony (powiat ostrowski)
Ślepowrony – wieś sołecka w Polsce, położona w województwie mazowieckim, w powiecie ostrowskim, w gminie Nur.
Wieś szlachecka położona  była w drugiej połowie XVI wieku w powiecie nurskim ziemi nurskiej województwa mazowieckiego. W latach 1975–1998 miejscowość należała administracyjnie do województwa łomżyńskiego.
Wierni Kościoła rzymskokatolickiego należą do parafii św. Jana Apostoła w Nurze.

## Integralne części wsi
| SIMC    | Nazwa   | Rodzaj    |
| ------- | ------- | --------- |
| 0402900 | Bochny  | część wsi |
| 0402916 | Cempory | część wsi |
| 0402922 | Łaz     | część wsi |
| 0402939 | Nagórne | część wsi |

## Historia wsi
Założone w pierwszej połowie wieku XV przez rycerzy herbu Ślepowron przybyłych z Ziemi ciechanowskiej.
W 1578 r. wieś o powierzchni 7 włók własnością: Mateusza, Franciszka i Jana z bracią. W XVII w. wymienieni: Adam, Stefan, Jędrzej, Józef, Jan i Wojciech Ślepowrońscy z Ziemi nurskiej.
W II połowie XVIII w. arendarzami tutejszej karczmy, należącej do spadkobierców Kacpra Obryckiego byli m.in.:
- 1718 - Major Dawidowicz
- 1784 - Abraham Abramowicz[10]

Spis właścicieli ziemskich z końca XVIII w. wymienia części wsi i ich dziedziców:
- Ślepowrony Bochny: Obrycki, Ślepowroński, Zawistowski
- Ślepowrony Compory: Ślepowroński, Woytkowski
- Ślepowrony Janowięta: Zakrzewski, Bogucki
- Ślepowrony Nagórne: Drewnowski, Obrycki, Ślepowrońscy, Wiński, Wyganowski, Zawistowski

W roku 1827: 
- Ślepowrony Bochny liczyły 5 domów i 31 mieszkańców
- Ślepowrony Compory, 5 domów i 29 mieszkańców
- Ślepowrony Nagórne, 9 domów i 83 mieszkańców
- Ślepowrony Janowięta nie zostały wykazane[11]

W pierwszej połowie XIX w. Obryccy wyprzedali Ossolińskim swoje działy znajdujące się w Bochnach i Nagórnych. Ziemia ta została włączona do dóbr Obryte. W wymienionych przysiółkach zamieszkali włościanie. W połowie XIX w. powstał we wsi mały folwark Kółko będący również częścią dóbr Obryte. W Comporach i Janowiętach w tym czasie mieszkała zarówno drobna szlachta jak i chłopi.
Po roku 1864, w wyniku uwłaszczenia, ziemia użytkowana przez chłopów przeszłą na ich własność. Dodatkowo w Nagórnych powstały 2 gospodarstwa na 17 morgach ziemi, w Bochnach oddano chłopom 16, w Kółku 29 morgów. Pod koniec XIX w. Compory były wsią włościańsko-szlachecką. Żyły tu 3 rodziny drobnej szlachty.
W roku 1891 w poszczególnych częściach wsi:
- Ślepowrony Bochny - 2 gospodarstwa drobnoszlacheckie
- Ślepowrony Compory - 4 gospodarstwa drobnoszlacheckie
- Ślepowrony Nagórne - 8 gospodarstw chłopskich i 5 drobnoszlacheckich
- Ślepowrony Janowięta - 2 gospodarzy (jeden posiadał dwór)[14]

Spis powszechny z roku 1921 wymienia Ślepowrony:
- Bochny - 5 domów i 27 mieszkańców
- Cempory - 11 domów i 63 mieszkańców
- Nagórne - 14 domów i 81 mieszkańców

W 1935 r. Kółko liczyło 5 domów.